# Antonio Marra
Antonio Marra (* 1959 in Volturara Irpina, Italien) ist ein italienischer Künstler. 1982 absolvierte er sein Kunststudium an der Accademia di Belle Arti in Neapel. Heute gilt er als Vertreter der Op-Art. Antonio Marra lebt und arbeitet in Offenbach am Main.

## Werk

### Polyperspektivische Malerei
Die Besonderheit von Antonio Marras sogenannter „Polyperspektivischen Malerei“ besteht in der lamellenartigen Struktur des Bildträgers, die von Marra polychromatisch mit reinen Farben bemalt wird. Wie das Genre der Malerei suggeriert, eröffnen sich dem Betrachter je nach Perspektive unterschiedliche Bilderfahrungen. Wandelt der Betrachter vor dem Werk von einer Seite zur anderen, beginnen sich die Bildgefüge zu überlagern, um sich dann in neuen Farbkompositionen erneut zu verselbständigen. Antonio Marra hat eine Technik entwickelt, die seine Werke aus jeder Perspektive anders erscheinen lässt. Dabei trägt er eine Zelluloseschicht auf die Leinwand auf, deren Oberfläche er anschließend mit einer Art Kamm strukturiert, so dass ein plastisch hervortretendes Rillenrelief entsteht. Als Vertreter der Op-Art erzeugt Antonio Marra mit Hilfe präziser abstrakter Formmuster optische Effekte. So ergeben sich durch farbliche Überlagerungen dreidimensionale geometrische Formen. Die reliefartige Ausarbeitung der Malfläche bildet die Grundlage für die vielschichtige Wahrnehmung seiner Werke. Marras „Polyperspektivische“ Malerei kann als Weiterschreibung der Op-Art verstanden werden. In seinen Werken tritt die zweidimensionale Bildfläche in den dreidimensionalen Raum. Dabei schafft Antonio Marra keine räumliche Illusion oder optische Effekte, die den Betrachter täuschen, sondern der Rezipient selbst steuert durch seinen Blickwinkel die ineinander gleitenden Veränderungen der Motive, Farben und Formen auf der Bildfläche. Seine Werke erzeugen von jedem Standort aus eine andere Wirkungen und erlangen so  eine unerschöpfliche Vielschichtigkeit.
2019 erhielt Marra den Publikumspreis des Internationalen André Evard-Preises für sein Werk Die Weisheit der Seegurken. Den Publikumspreis teilt er sich mit Rüdiger Seidt, dessen Werk Circletetra, 2018 – Cor-Ten auch den Publikumspreis gewann. Rüdiger Scheidt wurde auch der Allgemeine Kunstpreis zugesprochen.

### Marrahaus
2015 wurde das Marrahaus in Heilbronn eingeweiht. Antonio Marra wurde beauftragt, die Außenfassade des von Alexander Schleifenheimer entworfenen Gebäudes auszugestalten. Dabei übertrug er sein Prinzip der Polyperspektivischen Malerei auf die Ebene der Architektur. Marra stattete das Gebäude mit einer polychromen Fassadenbekleidung aus. Vertikal angeordnete Aluminiumlamellen bilden eine Gebäudehaut, deren Farbwirkung sich je nach Standpunkt des Betrachters ändert. Für die baukünstlerische Intervention suchte sich Antonio Marra Farben aus, die in der unmittelbaren Umgebung des Gebäudes auftreten. Insgesamt 47 Farben, die auf 16.970 Lamellen angebracht sind, fassen das Marrahaus ein.

## Ausstellungen

### Einzelausstellungen (Auswahl)
- 2016: Perspectivity - Antonio Marra. Jörg Heitsch Galerie, München
- 2015: Antonio Marra – Metamorphosen. Galerie Wolfgang Exner, Wien
- 2014: Antonio Marra. Bromer Kunst, Roggwil (CH)
- 2013: Bilderwandel. Fritz-Winter-Haus, Ahlen
- 2011: Più Vero del Vero. Galerie Schrade, Karlsruhe
- 2010: From Naples to Shanghai via Frankfurt. Fu Xin Gallery, Shanghai
- 2009: Antonio Marra - Ich würde es wieder tun. Galerie Thomas Hühsam, Offenbach am Main
- 2008: Es erscheint alles möglich. Galerie der Heusenstamm-Stiftung, Frankfurt
- 2007: Drei Juwelen. Galerie im Hof, Baar
- 2006: Auf der Suche nach dem roten Quader. Galerie Angelo Falzone, Mannheim
- 2005: Northern Lights. Galerie Thomas Hühsam, Offenbach am Main¨
- 2000: Antonio Marra – Galeria Antonio Ferrara, Reggio Emilia

### Gruppenausstellungen (Auswahl)
- 2016: Trauen sie ihren Augen nicht!. Fritz-Winer-Atelier, Diessen
- 2016: made in Offenbach. Antonio Marra-Oliver Raszewski. Galerie Thomas Hühsam
- 2015: Optic Nerve. A group exhibition of optical abstraction by a diverse collection of international artists. Scott Richards Contemporary Art, San Francisco
- 2012: Beziehungsweisen. Oberhessisches Museum Gießen
- 2010: Farbe, Raum, Struktur. Off-Space Damenstiftstraße, Jörg Heitsch Galerie, München
- 2005: Stripes. Galerie Exner, Wien
- 2000: 10 Jahre. Galerie Thomas Hühsam, Offenbach am Main
- 1997: Achrocharge. Art McCann, Frankfurt am Main

### Messen (Auswahl)
- 2016: Contemporary Art Fair Zürich, Bromer Kunst
- 2016: SCOPE Basel, Jörg Heitsch Galerie
- 2016: CONTEXT Art New York, Jörg Heitsch Galerie
- 2015: CONTEXT Art Miami, Jörg Heitsch Galerie
- 2014: Art Silicon Valley, Jörg Heitsch Galerie
- 2013: Art Karlsruhe, Galerie Schrade
- 2012: ViennaFair, Galerie Exner
- 2011: Art Helsinki, Jörg Heitsch Galerie
- 2010: Kunst Zürich, Jörg Heitsch Galerie
- 2007: Kölner Liste, Galerie Thomas Hühsam
- 2006: Berliner Liste, Galerie Thomas Hühsam
- 2000: Artissima Torino, Galeria Antonio Ferrara